# Maghinardo Pagani
Maghinardo Pagani da Susinana (antes 1250-1302) fue un condotiero y político italiano del siglo XIII-XIV. Fue podestà de Faenza y de Imola y Capitano del popolo de Forlì y de Imola.

## Biografía
Nació probablemente entre el 1245 y el 1250, vivió la infancia y la juventud en Florencia. 
El núcleo de su acción fue reunir en una única posesión las ciudades de Imola y Faenza. En el 275 fue podestà de Faenza. En el 1282 se casó con Mengarda della Tosa, florentina, que le dio dos hijas:
- Francesca, que se casó con Francesco Orsini.
- Andrea, que se casó con Ottaviano degli Ubaldini, del cual tuvo una hija de nombre Marzia, la famosa Cia degli Ubaldini, casada con Francesco II Ordelaffi, señor de Forlì. En el 1359 Cia se distinguió en la desafortunada defensa de Cesena durante la cruzada contra los forlineses.

En el 1285 recibió un segundo mandato como podestà de Faenza. Dos años después, el vicario papal Pietro da Gennazzano, apenas llegado a la ciudad, decidió remover a todos los civiles de sus cargos, incluso Maghinardo. En el 1286 participó en el intento de reconquista de Imola por parte de la familia gibelina de los Nordigli, quien sonrió el éxito. Al año siguiente, el 18 de mayo de 1287 Pagani reentró en Faenza con la fuerza y obtuvo la devolución del cargo de podestà. En el 1290 agregó al oficio civil el militar de capitán del pueblo. Al año siguiente tomó con astucia la ciudad de Forlì.
En el 1295 estuvo entre los fundadores de la Lega Amicorum ("Liga de los amigos") creada en Argenta entre los líderes gibelinos de Romaña. El enemigo en común era Bolonia. Al año siguiente, el 1 de abril de 1296, la Lega tomó la ciudad de Imola, sacándosela a los boloñeses. Maghinardo asumió el cargo de capitán del pueblo. Siguiendo hacia Bolonia, Maghinardo conquistó y arrasó los castillos de Sassatelli, Castel San Pietro, Liano, Vedrano y Medicina. Maghinardo fue uno de los dos capitanes generales de la Lega elegidos al final del año.
En el 1299 fue nombrado podestà de Imola; fueron iniciadas negociaciones de paz entre Bolonia y la Lega Amicorum, que se concluyeron al año siguiente.
En el 1300 Maghinardo conquistó el último castillo de Imola que le faltaba, el de Linaro.
Murió el 13 de agosto de 1303 al pleno de sus poderes. Fue sepultado en la Abadía de Santa María de Río Cesare, llamada "de Susinana".

## En la literatura
Durante su larga carrera militar, Maghinardo combatió del lado de la güelfa Florencia en la Batalla de Campaldino, pero después fue durante mucho tiempo un defensor de los gibelinos de Romaña, aleado con los Ordelaffi de Forlì. De modo que se puede decir que fue un güelfo en Toscana y un gibelino en Romaña.
Tal contraste irritó a Dante Alighieri. En el canto XXVII del Infierno, en donde Dante lo indica, sin nombrarlo expresamente, como el señor de Imola y Faenza, como quien estigmatizó el comportamiento político, considerándolo contradictorio:

A las ciudades del Lamone y del Santerno

conduce el joven león del campo blanco,

que cambia de partido de verano a invierno.
Infierno, Canto XXVII, 49-51

El cronista del '300 Giovanni Villani fue de pensamiento distinto e intentó de interpretar así la conducta política: "Gibelino era de su nación y en sus obras, pero con los Florentinos era güelfo y enemigo de todos sus enemigos, o güelfos o gibelinos que fuesen; y en cada acción y batalla que los Florentinos hiciesen, mientras estuvo vivo, estuvo con su gente a su servicio y capitán". En otras palabras, en sus tiempos, los señores feudales de la montaña apenínica tenían relaciones con Florencia (y Bolonia) independientes de sus relaciones con las ciudades de Romaña.
Contrariamente a otros (como la familia forlinesa de Calboli que pasó del partido gibelino al güelfo) sus pasajes de bando no parecen descriptibles en modo simplemente cronológico (primero de un lado, después del otro), sino que siguen más bien un criterio geográfico, o mejor geopolítico.
Bartolo da Sassoferrato escribió cien años después de Maghinardo: «Dado el modo en que estas palabras [güelfo y gibelino] son usadas hoy en día, un hombre puede ser un güelfo en un lugar y gibelino en otro, porque alianzas de este tipo son atractivas para una variedad de fines».